# Reiner Feest Verlag
Der Reiner Feest Verlag war ein deutscher Comic-Verlag aus Heddesheim.
Comicfan und Sammler Reiner Feest gründete 1980 seinen eigenen Verlag. Neben Alben frankobelgischer und amerikanischer Comic-Künstler erschien das Magazin Comic Spiegel mit Comics für Erwachsene.
Der Verlag wurde 1991 an Ehapa verkauft. Unter dem Label FeestComics wurden dort bis 2001 Manga, Superhelden und Erwachsenencomics angeboten.

## Comicserien (Auswahl)
- Axa
- Alix
- Bob Morane
- Geheimagent X9
- Die geheimnisvollen Städte
- Malefosse der Söldner
- Pharaon
- Pirat Schwarzbart und Old Nick
- Roland, Ritter Ungestüm
- Steve Canyon
- Frank Cappa
- Die Minimenschen
- Sophie
- Die Pforten des Himmels